# Матусал
Матусал (на иврит: מְתוּשֶׁלַח – Mетушелах, „Човек от дротик“ или „Човек от Села“) е библейски персонаж и фигура в юдаизма, християнството и исляма. Споменат е в книгата Битие, глава 5, 21 – 27. Според Битието, Матусал е 8-о поколение от Сътворението на света, той е син на Енох, баща на Ламех и дядо на Ной. На други места в Библията Матусал е споменат в родословията в 1-ва хроника и в Евангелието на Лука.
Неговият живот е описан по-подробно в извънбиблейските религиозни текстове като Книгата на Енох, Славянския Енох и Книгата на Мойсей.
Когато е на 187-годишна възраст му се ражда син – Ламех. Според Библията Матусал живее след това още 782 години и му се раждат още синове и дъщери.
Матусал умира на 969 години и е най-възрастният човек, чиято възраст е посочена в Библията. Библейските коментатори предлагат различни обяснения защо Битието описва, че е починал в толкова напреднала възраст. Някои учени смятат, че възрастта на Матусал е резултат от неправилен превод, докато други смятат, че неговата възраст се използва, за да създаде впечатлението, че част от Битието се извършва в много далечно минало. Неговото име е станало нарицателно за обозначение на дълголетие („матусаилов век“). Думата Матусал се е превърнала в синоним на дълголетие и е използвана и цитирана във филмите, телевизията и музиката.

## Родословно дърво
Според Библията, Матусал е 8-о поколение от Сътворението на света:
Адам и Ева – Сит – Енос – Каинан – Малелеил – Иаред – Енох – Матусал. Роден е през 3317 г. пр. н. е.

Родители: Енох, Една

Деца: Ламех, Ракел

Внуци: Ной, Eмзара

Дядовци/баби: Иаред, Барканах, Барака, Данел

Чичо/вуйчо: Азриал

## В еврейската традиция
Според една от версиите името Матусал означава „когато той умре, то ще дойде“, като се има предвид Всемирния потоп. Той умира в годината на потопа, но не от него.
Според друга версия името му произхожда от думите мавет (смърт) и шелах (меч) или шалах (отпращам), тоест молитвата му имала силата да отпраща смъртта, с която той се биел като духовен меч, спасявайки хората. Неговата молитва за загиващото човечество, съединявайки се с молитвата на Ной, отблъсна Потопа, който започва чак след смъртта на Матусал.
Матусал достига до „границите на земята“, за да научи от баща си Енох за предстоящия Потоп и за спасението на Ной, внука на Матусал (Първа книга на Енох, 111 – 112, Мидраш: Хагада от Битие, 6, 25). Смъртта на Матусал идва преди Потопа (Бит. 6:27; 7: 6), в 600-тната година от живота на Ной. Според Агада, Потопът е бил отложен за седем дни заради седмицата на траур за Матусал. Впоследствие някои еврейски теолози поставят под въпрос праведността на Матусал, отнасяща се и до неговата възраст.
Сред „седемте велики пастири“ (Сит, Енох, Матусал, Авраам, Яков, Моисей, Давид) той трябва да се появи на земята преди идването на Месията.

## Матусал в съвременната култура
- Първата книга от цикъла научнофантастични романи на Роберт Хайнлайн за изкуствения контрол при кръстосване на дългоживеещи членове на определени семейства и житейските проблеми на морала на старите сред младите „Децата на Матусал“
- Фондация Матусал е неправителствена научна организация, основала наградата MPrize, която се изплаща на изследователите за удължаване на живота на експерименталните мишки за по-дълъг период, както и за обръщане в тях на ефекта от стареенето.
- Книгата на Марк Твен „Дневникът на Адам“.
- Книгата на Юрий Никитин, „Началото на всички начала“.
- Пиесата на Бърнард Шоу „Назад към Матусал“.
- В настолната ролева игра Вампир: Маскарадът матусали (или матусалахи) се наричат древни вампири от четвъртото и петото поколение на най-старите вампири (Каин се счита за вампир от първото поколение), съществуващи повече от няколко хиляди години и притежаващи почти божествена сила.
- В анимето и мангата „Троица Кръв“ „матусали“ наричат себе си хора, които са заразени със специален вирус, който им дава, наред с други неща, свръхестествена продължителност на живота.
- В разказа и литературната версия на филмовия сценарий на братята Стругацки „Пет лъжици еликсир“ един от героите нарича „матусалин“ вещество, неограничено удължаващо живота. [2]
- Във филма „Видоизменен въглерод“, хората, които имат достатъчно пари, за да удължат живота си чрез смяна на черупката, се наричат „мати“ – позоваване на Матусал и неговото дълголетие.
- Една от фантастичните серии на „Звезден път: Оригинален сериал“ се нарича „Реквием по Матусал“ (3.19). По сюжета екипът на звезден кораб се среща с дълголетник на около 6000 години, който е излетял от Земята на далечна планета през втората половина на второто хилядолетие.
- Мецуселах (Матусал) е главният герой на мангата „Безсмъртният Рейн“ от Озаки Каори; в сюжета той е обречен на вечен живот от бившия си другар, вечно прераждащия се Юка.
- Романът „Лампата на Матусал или Крайната битка на чекистите с масоните“ на Виктор Пелевин.
- В анимето „Психо-Пас“ има серия, наречена „Играта на Матусал“.
- В компютърната игра „Дългата тъмнина“ има герой на име Матусал, който твърди, че е много стар и е виждал това да се случва в играта преди.

### В киното
- Филм „Ной“ / Noah (2014; САЩ) режисьор Дарън Аронофски, в ролята на Матусал: Тор Кяртансон (в младостта му), Антъни Хопкинс (в старостта).